# Šťavnatka holubinková
Šťavnatka holubinková (Hygrophorus russula) je vzácný druh jedlé houby z čeledi šťavnatkovité (Hygrophoraceae). V české mykoflóře je tento druh největším zástupcem šťavnatek, druhové jméno bylo odvozeno od značné podobnosti s holubinkami. Houba je uvedena na Červeném seznamu hub České republiky jako ohrožený druh.

## Znaky
Klobouk masitý, průměr 4–15 cm, zpočátku polokulovitě klenutý, postupně se zplošťuje, plně vyvinutý má pak lehce vmáčklý střed. V závislosti na stáří nabývá klobouk růžového, masově červeného či purpurově rudého zabarvení. Pokožka bývá často slizká, od středu pokryta jemnými šupinkami vínové barvy.
Lupeny sbíhavé, u třeně vykrojené, zpočátku bílé, ve stáří bledě žluté a červeně skvrnité. Výtrusný prach je bílý.
Třeň 6–12 cm vysoký, válcovitý, pevný, v mládí bílý, později je povrch jeho vrchní části bílý a pokrytý moučnatým povlakem, spodní část je červeně skvrnitá.
Dužnina bílá, pevná, místy s růžovým nádechem, bez zápachu, chuť je jemně nahořklá.

## Užití
Jedlý druh.

## Ekologie
Od léta do začátku podzimu je možno šťavnatku holubinkovou najít pod listnatými stromy, zejména pod duby, buky a habry. Typickým stanovištěm jsou teplé oblasti s opuky a vápenitými půdami.

## Rozšíření
Její výskyt byl popsán v oblastech Evropy a Severní Ameriky.

## Galerie

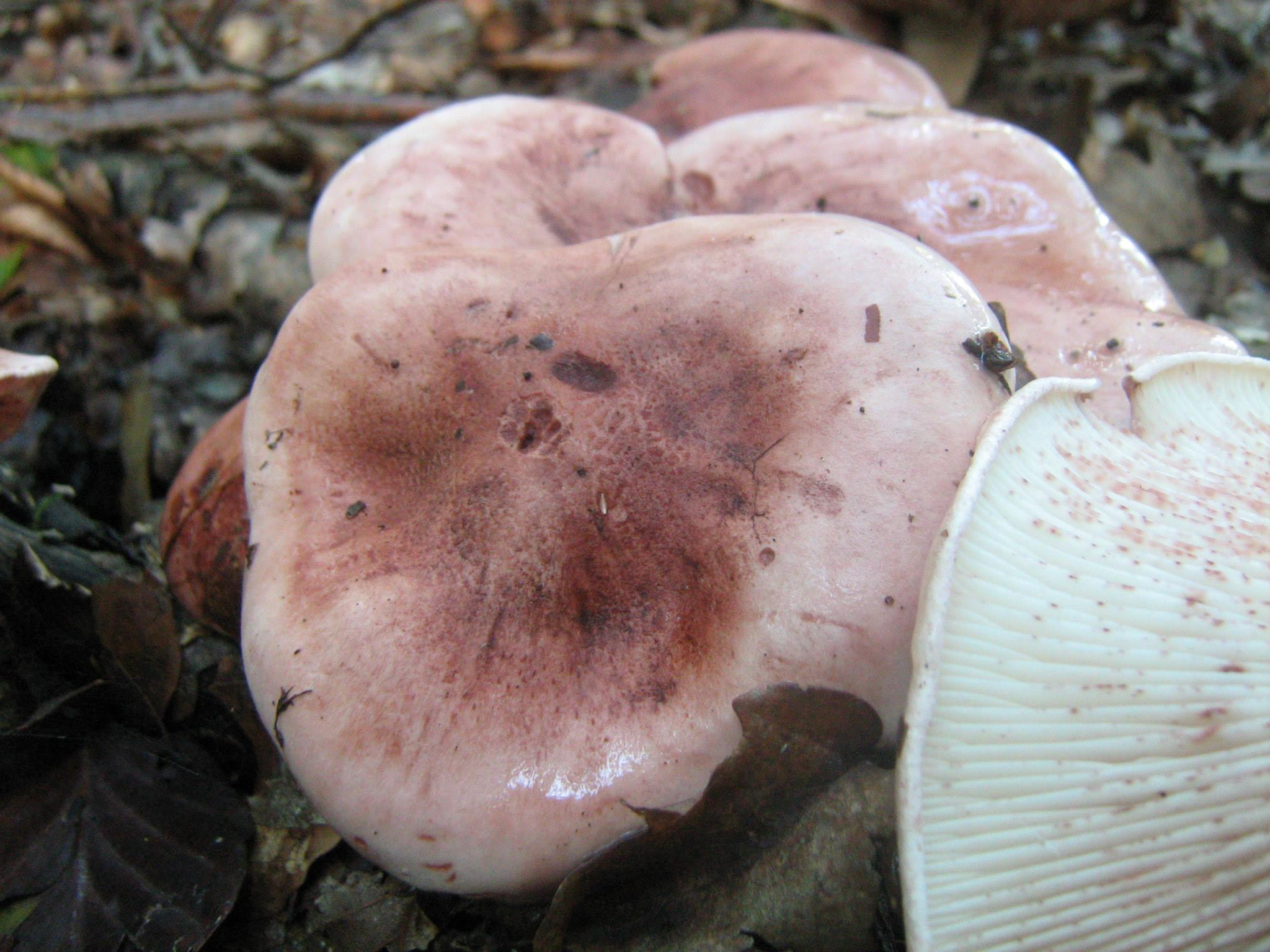
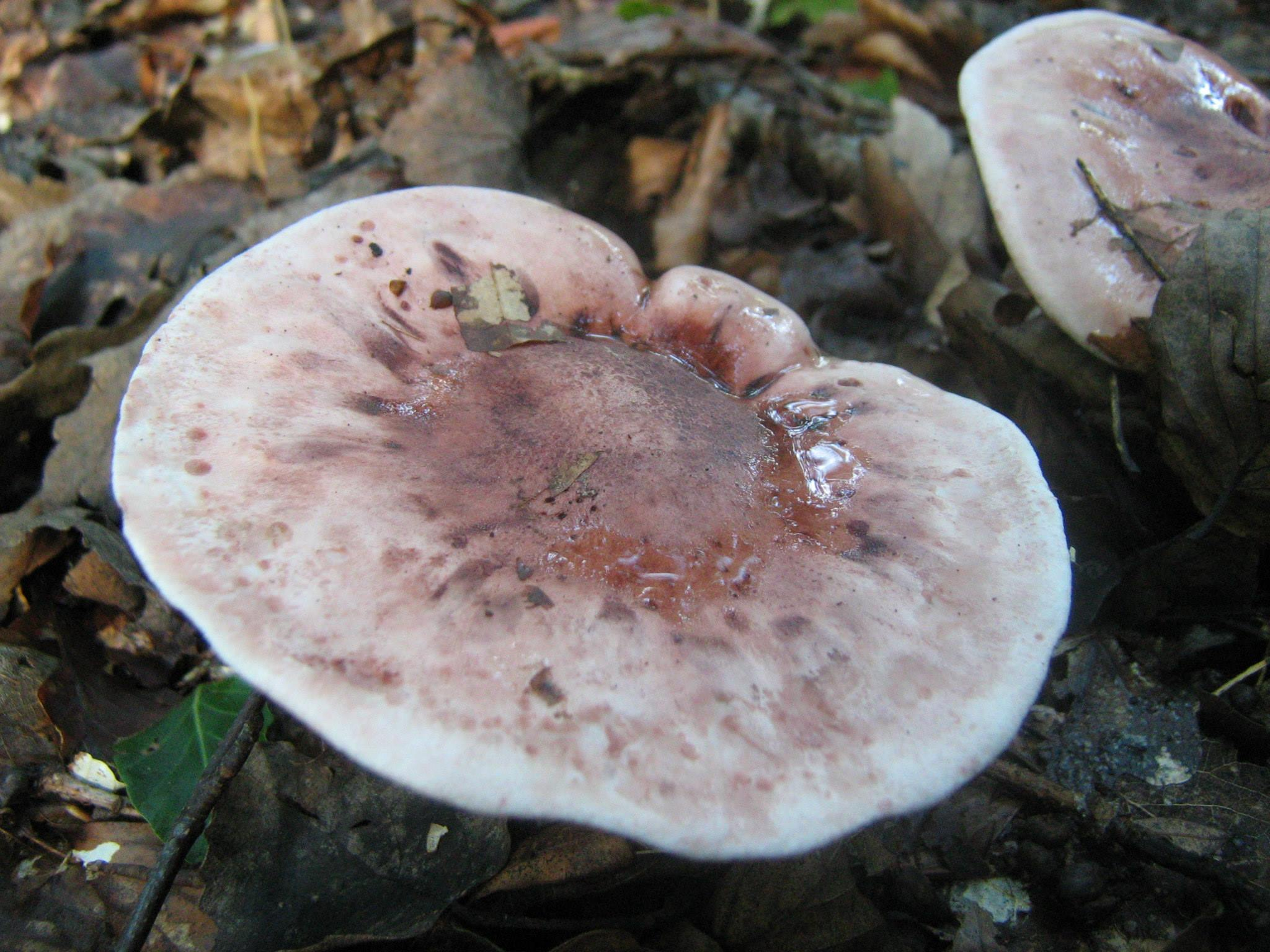
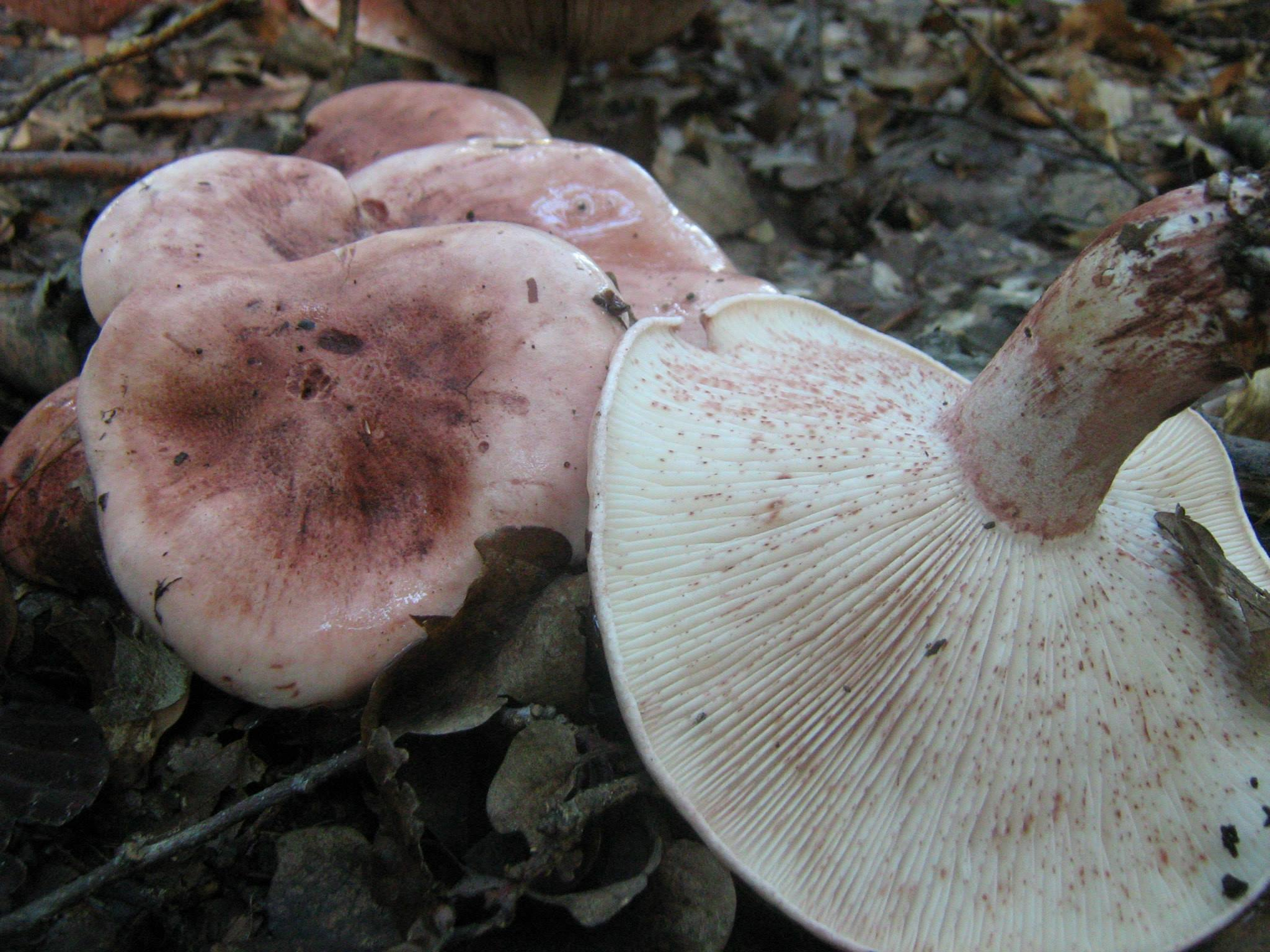

## Možnost záměny
- Šťavnatka načervenalá (Hygrophorus erubescens), liší se oblastí výskytu (najdeme ji v jehličnatých lesích), vzhledem klobouku (na jeho povrchu drobné purpurové šupinky) a menšími plodnicemi.
- Šťavnatka napurpurovělá (Hygrophorus purpurascens), liší se pomíjivým prstenem a lupeny s ostřím červené barvy.[7]